# Hasegawa Takumi
Takumi Hasegawa (長谷川 巧 Hasegawa Takumi, sinh ngày 6 tháng 10 năm 1998) là một cầu thủ bóng đá người Nhật Bản. Anh thi đấu cho Albirex Niigata.

## Sự nghiệp
Takumi Hasegawa gia nhập câu lạc bộ tại J1 League; Albirex Niigata năm 2016. Ngày 18 tháng 5, anh ra mắt ở J.League Cup (v Kashiwa Reysol).

## Thống kê câu lạc bộ
Cập nhật đến ngày 23 tháng 2 năm 2018.
| Thành tích câu lạc bộ | Thành tích câu lạc bộ | Thành tích câu lạc bộ | Giải vô địch | Giải vô địch | Cúp                   | Cúp                   | Cúp Liên đoàn | Cúp Liên đoàn | Tổng cộng | Tổng cộng |
| Mùa giải              | Câu lạc bộ            | Giải vô địch          | Số trận      | Bàn thắng    | Số trận               | Bàn thắng             | Số trận       | Bàn thắng     | Số trận   | Bàn thắng |
| Nhật Bản              | Nhật Bản              | Nhật Bản              | Giải vô địch | Giải vô địch | Cúp Hoàng đế Nhật Bản | Cúp Hoàng đế Nhật Bản | J. League Cup | J. League Cup | Tổng cộng | Tổng cộng |
| --------------------- | --------------------- | --------------------- | ------------ | ------------ | --------------------- | --------------------- | ------------- | ------------- | --------- | --------- |
| 2015                  | Albirex Niigata       | J1 League             | 0            | 0            | 2                     | 0                     | 0             | 0             | 2         | 0         |
| 2016                  | Albirex Niigata       | J1 League             | 0            | 0            | 1                     | 0                     | 1             | 0             | 2         | 0         |
| 2017                  | Albirex Niigata       | J1 League             | 0            | 0            | 1                     | 0                     | 4             | 0             | 5         | 0         |
| Tổng                  | Tổng                  | Tổng                  | 0            | 0            | 4                     | 0                     | 5             | 0             | 9         | 0         |